# Лесафр, Фантин
Фанти́н Леса́фр (фр. Fantine Lesaffre; род. 10 ноября 1994, Рубе) — французская пловчиха, чемпионка Европы 2018 года, участница летних Олимпийских игр 2016 года.

## Карьера
Уроженка Рубе.
На чемпионате Франции в 2016 году, отборочном этапе на летние Олимпийские игры в Рио-де-Жанейро, Лесафр завоевала серебро на дистанции 200 метров на спине, 200 метров и 400 метров комплексом, а также бронзу на 400-метровой дистанции вольным стилем.
3 августа 2018 года она выиграла 400-метровую дистанцию комплексным плаванием на чемпионате Европы в Глазго с результатом 4:34 17. Этим результатом она бьет национальный рекорд Франции.
В декабре 2018 года на чемпионате мира на короткой воде в китайском Ханчжоу французская пловчиха на дистанции 400 метров комплексным плаванием завоевала бронзовую медаль.